# Чиприан Марика
Чиприан Марика (на румънски: Ciprian Marica), роден на 2 октомври 1984 г. в Букурещ, е румънски футболист. Шампион на румънската лига (2002, 2004), носител на Купа на Румъния (2003 2004), шампион на Украинска Премиер лига (2005, 2006), носител на Купа на Украйна (2004) и Суперкупа на Румъния (2005). Участник на Европейско първенство по футбол (2008).